# Rabas
Rabas (em cirílico: Рабас) é uma vila da Sérvia localizada no município de Valjevo, pertencente ao distrito de Kolubara. A sua população era de 202 habitantes segundo o censo de 2011.

## Demografia
{{Demografia
1948=263|
1953=260|
1961=263|
1971=241|
1981=235|
1991=197|
2002=150|
2011=202
}}